# Krokøy
Krokøy (norwegisch für krumme Insel, in Australien Crooked Island) ist eine fast 1,5 km lange und unregelmäßig geformte Insel vor der Küste des ostantarktischen Kemplands. Sie ist die größte einer Gruppe von Inseln 1,5 km südlich der Insel Brattøy und 10 km westlich des Hoseason-Gletschers.
Norwegische Kartographen, die sie auch deskriptiv benannten, kartierten sie anhand von Luftaufnahmen der Lars-Christensen-Expedition 1936/37.